# Lohusalu
Lohusalu – wieś w Estonii, w prowincji Harju, w gminie Keila.